# Exiles (Dan Fogelberg)
Exiles is het negende studioalbum van de Amerikaanse singer-songwriter Dan Fogelberg. Na het vorige album dat bluegrass bevatte is dit een van de steviger muziekalbums van Fogelberg. Het album is opgenomen in vier studio’s te Los Angeles en Maui. Een dankwoord is gericht aan Anastasia Savage, destijds zijn nieuwe vrouw. Ook nu kwam een keur aan artiesten langs om mee te spelen.

## Musici
Er kwam weer een hele lijst musici langs tijdens de opnamen:
- Dan Fogelberg – alle instrumenten behalve
- Russ Kunkel – slagwerk (1), (2), (3),(4),(5),(9)
- Mike Porcaro – basgitaar (1),(4),(5),(9)
- Mike Hanna – toetsen (1),(2),(3),(4),(5),(6),(8),(9)
- Michael Brecker – tenorsaxofoon (1), (3)
- Michael Landau – gitaar (2),(3),(4),(6)
- Bob Glaub – basgitaar (2),(3),(8)
- Waters Sisters (Oren, Julia, Maxine) – achtergrondzang (2)
- Tower of Power Horns – blazerssectie (2)
- Andy Newmark – slagwerk (6)
- Larry Klein – basgitaar (6)
- Rick Marotta – slagwerk (8)
- Joe Lala – percussie (8)

## Composities
Allen van Fogelberg, behalve waar vermeld:
1. "Exiles" – 4:13
2. "What You're Doing" – 4:52
3. "Lonely in Love" – 5:30
4. "Seeing You Again" – 5:00
5. "She Don't Look Back" – 4:49
6. "The Way It Must Be" – 4:17
7. "Hearts in Decline" – 3:14
8. "It Doesn't Matter" (Stephen Stills, Chris Hillman)– 4:32
9. "Our Last Farewell" – 4:50
10. "Beyond the Edge" – 3:46

De laatste track komt uit de film Beyond The Edge van Warren Miller.